# Riegelholz
Riegelholz es un bosque en Austria. Está situada en el estado federal de Estiria, en la parte oriental del país, 160 km al sur de Viena, la capital del país.
El área alrededor de Riegelholz está casi cubierta de bosques mixtos. Alrededor de Riegelholz hay alrededor de 104 personas por kilómetro cuadrado y está bastante densamente poblado. El clima es hemiboreal. La temperatura promedio es de 10 °C. El mes más caluroso es julio, con 20 °C, y enero el más frío, con −4 °C. La precipitación media es de 1369 milímetros al año. El mes más lluvioso es septiembre, con 177 milímetros de lluvia, y el más lluvioso es marzo, con 53 milímetros.
| Climograma de Riegelholz | Climograma de Riegelholz | Climograma de Riegelholz | Climograma de Riegelholz | Climograma de Riegelholz | Climograma de Riegelholz | Climograma de Riegelholz | Climograma de Riegelholz | Climograma de Riegelholz | Climograma de Riegelholz | Climograma de Riegelholz | Climograma de Riegelholz |
| --- | ------------------------ | ------------------------ | ------------------------ | ------------------------ | ------------------------ | ------------------------ | ------------------------ | ------------------------ | ------------------------ | ------------------------ | ------------------------ |
| E | F                        | M                        | A                        | M                        | J                        | J                        | A                        | S                        | O                        | N                        | D                        |
| 65 -2 -6 | 139 5 -3                 | 53 10 0                  | 83 19 6                  | 163 22 10                | 117 24 15                | 125 25 16                | 137 24 16                | 177 19 12                | 107 15 6                 | 144 8 0                  | 61 -1 -6                 |
| temperaturas en °C • totales de precipitación en mm |                          |                          |                          |                          |                          |                          |                          |                          |                          |                          |                          |
| Conversión sistema imperial\| E \| F \| M \| A \| M \| J \| J \| A \| S \| O \| N \| D \| \| 2.6 28 21 \| 5.5 41 27 \| 2.1 50 32 \| 3.3 66 43 \| 6.4 72 50 \| 4.6 75 59 \| 4.9 77 61 \| 5.4 75 61 \| 7 66 54 \| 4.2 59 43 \| 5.7 46 32 \| 2.4 30 21 \| \| temperaturas en °F • totales de precipitación en pulgadas \| \| \| \| \| \| \| \| \| \| \| \| |                          |                          |                          |                          |                          |                          |                          |                          |                          |                          |                          |
| E | F                        | M                        | A                        | M                        | J                        | J                        | A                        | S                        | O                        | N                        | D                        |
| 2.6 28 21 | 5.5 41 27                | 2.1 50 32                | 3.3 66 43                | 6.4 72 50                | 4.6 75 59                | 4.9 77 61                | 5.4 75 61                | 7 66 54                  | 4.2 59 43                | 5.7 46 32                | 2.4 30 21                |
| temperaturas en °F • totales de precipitación en pulgadas |                          |                          |                          |                          |                          |                          |                          |                          |                          |                          |                          |

| E                                                         | F         | M         | A         | M         | J         | J         | A         | S       | O         | N         | D         |
| 2.6 28 21                                                 | 5.5 41 27 | 2.1 50 32 | 3.3 66 43 | 6.4 72 50 | 4.6 75 59 | 4.9 77 61 | 5.4 75 61 | 7 66 54 | 4.2 59 43 | 5.7 46 32 | 2.4 30 21 |
| temperaturas en °F • totales de precipitación en pulgadas |           |           |           |           |           |           |           |         |           |           |           |